# Soldier Hollow

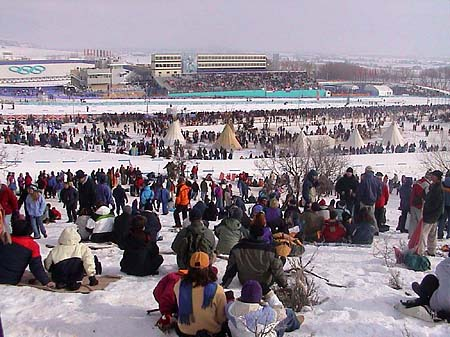
Soldier Hollow durant les Jeux olympiques d'hiver de 2002

Soldier Hollow est une station de ski située dans la chaîne Wasatch à 85 kilomètres au sud-est de Salt Lake City dans l'Utah aux États-Unis. Créée en 2000 pour les Jeux olympiques d'hiver de 2002, elle a accuelli les épreuves de biathlon, de ski de fond et la partie de ski de fond des épreuves de combiné nordique.